# French Montana/Diskografie
Diese Diskografie ist eine Übersicht über die musikalischen Werke des US-amerikanischen Rappers und Sängers French Montana. Den Schallplattenauszeichnungen zufolge hat er bisher mehr als 49,9 Millionen Tonträger verkauft, davon alleine in seiner Heimat über 33,3 Millionen. Seine erfolgreichste Veröffentlichung ist die Single Unforgettable mit über 19,4 Millionen verkauften Einheiten.

## Alben

### Studioalben
| Jahr | Titel Musiklabel                                      | Höchstplatzierung, Gesamtwochen, AuszeichnungChartplatzierungen (Jahr, Titel, Musiklabel, Platzierungen, Wochen, Auszeichnungen, Anmerkungen) | Höchstplatzierung, Gesamtwochen, AuszeichnungChartplatzierungen (Jahr, Titel, Musiklabel, Platzierungen, Wochen, Auszeichnungen, Anmerkungen) | Höchstplatzierung, Gesamtwochen, AuszeichnungChartplatzierungen (Jahr, Titel, Musiklabel, Platzierungen, Wochen, Auszeichnungen, Anmerkungen) | Höchstplatzierung, Gesamtwochen, AuszeichnungChartplatzierungen (Jahr, Titel, Musiklabel, Platzierungen, Wochen, Auszeichnungen, Anmerkungen) | Höchstplatzierung, Gesamtwochen, AuszeichnungChartplatzierungen (Jahr, Titel, Musiklabel, Platzierungen, Wochen, Auszeichnungen, Anmerkungen) | Anmerkungen                                         |
| Jahr | Titel Musiklabel                                      | DE | AT | CH | UK | US | Anmerkungen                                         |
| ---- | ----------------------------------------------------- | --- | --- | --- | --- | --- | --------------------------------------------------- |
| 2013 | Excuse My French Bad Boy Records / Interscope Records | — | — | — | UK78 (1 Wo.)UK | US4 Platin · (12 Wo.)US | Erstveröffentlichung: 21. Mai 2013                  |
| 2017 | Jungle Rules Bad Boy Records / Sony Music             | DE78 (1 Wo.)DE | — | CH43 Gold · (1 Wo.)CH | UK33 (2 Wo.)UK | US3 Platin · (33 Wo.)US | Erstveröffentlichung: 14. Juli 2017                 |
| 2019 | Montana Epic Records / Sony Music                     | — | — | — | — | US25 Gold · (5 Wo.)US | Erstveröffentlichung: 6. Dezember 2019              |
| 2021 | They Got Amnesia Epic Records / Sony Music            | — | — | — | — | US59 (1 Wo.)US | Erstveröffentlichung: 19. November 2021             |
| 2022 | Montega Coke Boys Records                             | — | — | — | — | US46 (1 Wo.)US | Erstveröffentlichung: 24. Juni 2022 mit Harry Fraud |

### Mixtapes
| Jahr | Titel                                                              | Höchstplatzierung, Gesamtwochen, AuszeichnungChartplatzierungen (Jahr, Titel, , Platzierungen, Wochen, Auszeichnungen, Anmerkungen) | Höchstplatzierung, Gesamtwochen, AuszeichnungChartplatzierungen (Jahr, Titel, , Platzierungen, Wochen, Auszeichnungen, Anmerkungen) | Höchstplatzierung, Gesamtwochen, AuszeichnungChartplatzierungen (Jahr, Titel, , Platzierungen, Wochen, Auszeichnungen, Anmerkungen) | Höchstplatzierung, Gesamtwochen, AuszeichnungChartplatzierungen (Jahr, Titel, , Platzierungen, Wochen, Auszeichnungen, Anmerkungen) | Höchstplatzierung, Gesamtwochen, AuszeichnungChartplatzierungen (Jahr, Titel, , Platzierungen, Wochen, Auszeichnungen, Anmerkungen) | Anmerkungen                                       |
| Jahr | Titel                                                              | DE | AT | CH | UK | US | Anmerkungen                                       |
| ---- | ------------------------------------------------------------------ | --- | --- | --- | --- | --- | ------------------------------------------------- |
| 2020 | Coke Boys 5 Coke Boys Records                                      | — | — | — | — | US51 (1 Wo.)US | Erstveröffentlichung: 20. November 2020           |
| 2023 | Gangsta Grillz: Coke Boys 6 (Hosted by DJ Drama) Coke Boys Records | — | — | — | — | US11 (1 Wo.)US | Erstveröffentlichung: 6. Januar 2023 mit DJ Drama |
| 2024 | Mac & Cheese 5                                                     | — | — | — | — | US14 (1 Wo.)US | Erstveröffentlichung: 23. Februar 2024            |

Weitere Mixtapes
- 2009: The Laundry Man EP
- 2009: The Laundry Man 2
- 2009: Cocaine Konricts: Gangsta Grills
- 2010: Mac & Cheese 2
- 2010: Coke Boys
- 2010: Coke Boys Tour Mixtape
- 2011: Mister 16 Casino Life
- 2011: Coke Boys 2
- 2011: Cocaine Mafia
- 2012: Coke Boys 3
- 2012: Mac & Cheese 3
- 2014: Coke Boys 4
- 2014: Mac & Cheese 4 The Appetizer
- 2015: Casino Life 2
- 2015: Coke Zoo (mit Fetty Wap)
- 2016: Wave Gods
- 2016: MC4

## Singles

### Als Leadmusiker
| Jahr | Titel Album                                  | Höchstplatzierung, Gesamtwochen, AuszeichnungChartplatzierungen (Jahr, Titel, Album, Platzierungen, Wochen, Auszeichnungen, Anmerkungen) | Höchstplatzierung, Gesamtwochen, AuszeichnungChartplatzierungen (Jahr, Titel, Album, Platzierungen, Wochen, Auszeichnungen, Anmerkungen) | Höchstplatzierung, Gesamtwochen, AuszeichnungChartplatzierungen (Jahr, Titel, Album, Platzierungen, Wochen, Auszeichnungen, Anmerkungen) | Höchstplatzierung, Gesamtwochen, AuszeichnungChartplatzierungen (Jahr, Titel, Album, Platzierungen, Wochen, Auszeichnungen, Anmerkungen) | Höchstplatzierung, Gesamtwochen, AuszeichnungChartplatzierungen (Jahr, Titel, Album, Platzierungen, Wochen, Auszeichnungen, Anmerkungen) | Anmerkungen                                                                   |
| Jahr | Titel Album                                  | DE | AT | CH | UK | US | Anmerkungen                                                                   |
| ---- | -------------------------------------------- | --- | --- | --- | --- | --- | ----------------------------------------------------------------------------- |
| 2012 | Shot Caller Mister 16 Casino Life            | — | — | — | — | — | Erstveröffentlichung: 10. Januar 2012 feat. Charlie Rock                      |
| 2012 | Pop That Excuse My French                    | — | — | — | — | US36 ×2Doppelplatin · (22 Wo.)US | Erstveröffentlichung: 15. Juni 2012 feat. Rick Ross, Drake & Lil Wayne        |
| 2012 | Marble Floors Excuse My French               | — | — | — | — | — | Erstveröffentlichung: 4. Dezember 2012 feat. Rick Ross, Lil Wayne & 2 Chainz  |
| 2013 | Freaks Excuse My French                      | — | — | — | — | US77 Gold · (7 Wo.)US | Erstveröffentlichung: 14. Februar 2013 feat. Nicki Minaj                      |
| 2013 | Ain’t Worried About Nothin’ Excuse My French | — | — | — | — | US63 Platin · (13 Wo.)US | Erstveröffentlichung: 15. April 2013                                          |
| 2014 | Don’t Panic Excuse My French (Deluxe 2.0)    | — | — | — | — | — | Erstveröffentlichung: 12. August 2014                                         |
| 2014 | Bad Bitch Mac & Cheese: The Album            | — | — | — | — | US95 Gold · (1 Wo.)US | Erstveröffentlichung: 15. Dezember 2014 feat. Jeremih                         |
| 2016 | Lockjaw Montana • MC4                        | — | — | — | — | US73 ×2Doppelplatin · (13 Wo.)US | Erstveröffentlichung: 27. Mai 2016 feat. Kodak Black                          |
| 2016 | No Shopping Montana • MC4                    | — | — | — | — | US36 Platin · (11 Wo.)US | Erstveröffentlichung: 16. Juli 2016 feat. Drake                               |
| 2016 | XPlicit –                                    | — | — | — | — | — | Erstveröffentlichung: 2. September 2016 feat. Miguel                          |
| 2017 | Unforgettable Jungle Rules                   | DE6 ×3Dreifachplatin · (53 Wo.)DE | AT11 Platin · (39 Wo.)AT | CH9 ×4Vierfachplatin · (59 Wo.)CH | UK2 ×5Fünffachplatin · (51 Wo.)UK | US3 Diamant + Platin · (42 Wo.)US | Erstveröffentlichung: 7. April 2017 Verkäufe: + 19.476.333; feat. Swae Lee    |
| 2017 | No Pressure Jungle Rules                     | — | — | — | — | — | Erstveröffentlichung: 7. April 2017 feat. Future                              |
| 2017 | A Lie Jungle Rules                           | — | — | CH80 (1 Wo.)CH | UK51 (3 Wo.)UK | US75 (1 Wo.)US | Erstveröffentlichung: 15. August 2017 feat. The Weeknd & Max B                |
| 2017 | Phases –                                     | — | — | CH97 (1 Wo.)CH | UK88 (3 Wo.)UK | — | Erstveröffentlichung: 22. September 2017 mit Alma                             |
| 2018 | Olha a Explosão (Remix) –                    | — | — | — | — | US— Platin (Latin)US | Erstveröffentlichung: 27. April 2018 mit MC Kevinho, 2 Chainz & Nacho         |
| 2018 | Welcome to the Party Deadpool 2 OST          | — | — | — | UK— SilberUK | US78 Platin · (4 Wo.)US | Erstveröffentlichung: 15. Mai 2018 mit Diplo & Lil Pump feat. Zhavia Ward     |
| 2018 | Famous (Remix) –                             | — | — | — | — | — | Erstveröffentlichung: 24. August 2018 feat. Adam Levine                       |
| 2018 | No Stylist Montana                           | DE66 Gold · (7 Wo.)DE | AT68 (3 Wo.)AT | CH36 (11 Wo.)CH | UK19 Platin · (11 Wo.)UK | US47 ×2Doppelplatin · (20 Wo.)US | Erstveröffentlichung: 20. September 2018 feat. Drake                          |
| 2019 | Medicine –                                   | — | — | — | — | — | Erstveröffentlichung: 5. April 2019 mit Jennifer Lopez                        |
| 2019 | New Money 22                                 | — | — | — | UK49 (4 Wo.)UK | — | Erstveröffentlichung: 12. April 2019 mit Geko & Ay Em                         |
| 2019 | Slide Montana                                | — | — | — | UK81 (1 Wo.)UK | US90 Gold · (1 Wo.)US | Erstveröffentlichung: 18. April 2019 feat. Blueface & Lil Tjay                |
| 2019 | Wiggle It Montana                            | — | — | — | — | US— GoldUS | Erstveröffentlichung: 11. Juli 2019 feat. City Girls                          |
| 2019 | Suicide Doors Montana                        | — | — | — | — | — | Erstveröffentlichung: 13. September 2019 feat. Gunna                          |
| 2019 | Writing on the Wall Montana                  | — | — | CH54 (2 Wo.)CH | UK44 (6 Wo.)UK | US56 Gold · (3 Wo.)US | Erstveröffentlichung: 26. September 2019 feat. Post Malone, Cardi B & Rvssian |
| 2019 | Twisted Montana                              | — | — | — | — | — | Erstveröffentlichung: 11. Oktober 2019 feat. Juicy J, Logic & ASAP Rocky      |
| 2020 | Out of Your Mind Montana                     | — | — | — | — | — | Erstveröffentlichung: 3. Februar 2020 feat. Chris Brown & Swae Lee            |
| 2020 | Double G Coke Boys 5                         | — | — | — | — | — | Erstveröffentlichung: 30. Oktober 2020 feat. Pop Smoke                        |
| 2020 | Wave Blues Coke Boys 5                       | — | — | — | — | — | Erstveröffentlichung: 9. November 2020 feat. Benny the Butcher                |
| 2021 | Cold They Got Amnesia                        | — | — | — | — | — | Erstveröffentlichung: 1. Mai 2021 feat. Tory Lanez                            |
| 2021 | FWMGAB They Got Amnesia                      | — | — | — | — | — | Erstveröffentlichung: 11. Juni 2021                                           |
| 2021 | I Don’t Really Care They Got Amnesia         | — | — | — | — | — | Erstveröffentlichung: 29. Oktober 2021                                        |
| 2021 | Panicking They Got Amnesia                   | — | — | — | — | — | Erstveröffentlichung: 5. November 2021                                        |
| 2022 | Mopstick They Got Amnesia                    | — | — | — | — | US— GoldUS | Erstveröffentlichung: 26. April 2022 feat. Kevin Gates                        |

### Als Gastmusiker
| Jahr | Titel Album                                              | Höchstplatzierung, Gesamtwochen, AuszeichnungChartplatzierungen (Jahr, Titel, Album, Platzierungen, Wochen, Auszeichnungen, Anmerkungen) | Höchstplatzierung, Gesamtwochen, AuszeichnungChartplatzierungen (Jahr, Titel, Album, Platzierungen, Wochen, Auszeichnungen, Anmerkungen) | Höchstplatzierung, Gesamtwochen, AuszeichnungChartplatzierungen (Jahr, Titel, Album, Platzierungen, Wochen, Auszeichnungen, Anmerkungen) | Höchstplatzierung, Gesamtwochen, AuszeichnungChartplatzierungen (Jahr, Titel, Album, Platzierungen, Wochen, Auszeichnungen, Anmerkungen) | Höchstplatzierung, Gesamtwochen, AuszeichnungChartplatzierungen (Jahr, Titel, Album, Platzierungen, Wochen, Auszeichnungen, Anmerkungen) | Anmerkungen |
| Jahr | Titel Album                                              | DE | AT | CH | UK | US | Anmerkungen |
| ---- | -------------------------------------------------------- | --- | --- | --- | --- | --- | --- |
| 2012 | Untouchable –                                            | — | — | — | — | — | Erstveröffentlichung: 28. Januar 2012 DJ Absolut feat. Ace Hood, Pusha T & French Montana                                             |
| 2012 | Stay Schemin’ Rich Forever                               | — | — | — | UK— SilberUK | US58 Platin · (2 Wo.)US | Erstveröffentlichung: 17. April 2012 Rick Ross feat. Drake & French Montana                                                           |
| 2012 | Hurt Somebody –                                          | — | — | — | — | — | Erstveröffentlichung: 1. Mai 2012 Akon feat. French Montana                                                                           |
| 2012 | Wild Boy (Remix) –                                       | — | — | — | — | — | Erstveröffentlichung: 29. Mai 2012 Machine Gun Kelly feat. Meek Mill, 2 Chainz, French Montana, Mystikal, Steve-O & Yo Gotti          |
| 2012 | Yellow Tape –                                            | — | — | — | — | — | Erstveröffentlichung: 25. Oktober 2012 Fat Joe feat. Lil Wayne, ASAP Rocky & French Montana                                           |
| 2013 | Tadow Student of the Game                                | — | — | — | — | — | Erstveröffentlichung: 15. Januar 2013 N.O.R.E. feat. French Montana, 2 Chainz, Pusha T                                                |
| 2013 | About That Life –                                        | — | — | — | — | — | Erstveröffentlichung: 5. Februar 2013 DJ Kay Slay feat. Fabolous, T-Pain, Rick Ross, Nelly & French Montana                           |
| 2013 | NBA –                                                    | — | — | — | — | — | Erstveröffentlichung: 26. März 2013 Joe Budden feat. Wiz Khalifa & French Montana                                                     |
| 2013 | Work (Remix) Trap Lord                                   | — | — | — | — | US— ×3DreifachplatinUS | Erstveröffentlichung: 20. Mai 2013 ASAP Ferg feat. French Montana, Trinidad James, Schoolboy Q & ASAP Rocky                           |
| 2013 | Shisha –                                                 | — | — | — | — | — | Erstveröffentlichung: 21. Mai 2013 Massari feat. French Montana                                                                       |
| 2013 | Bugatti (Remix) Trials & Tribulations                    | — | — | — | — | — | Erstveröffentlichung: 7. Juni 2013 Ace Hood feat. Wiz Khalifa, T.I., Meek Mill, French Montana, 2 Chainz, Future, DJ Khaled & Birdman |
| 2013 | Self Made –                                              | — | — | — | — | — | Erstveröffentlichung: 8. Juni 2013 Daddy Yankee feat. French Montana                                                                  |
| 2013 | Feelin’ Myself #willpower                                | DE55 (11 Wo.)DE | — | — | UK2 Platin · (17 Wo.)UK | US96 (2 Wo.)US | Erstveröffentlichung: 26. November 2013 will.i.am feat. Miley Cyrus, French Montana, Wiz Khalifa & DJ Mustard                         |
| 2013 | Wake Up in It Well Done 4                                | — | — | — | — | — | Erstveröffentlichung: 26. November 2013 Tyga feat. Mally Mall, Sean Kingston, French Montana & Pusha T                                |
| 2013 | Loyal X                                                  | — | — | — | — | US9 (36 Wo.)US | Erstveröffentlichung: 19. Dezember 2013 Chris Brown feat. French Montana & Lil Wayne                                                  |
| 2014 | I Luh Ya Papi A.K.A.                                     | — | — | — | — | US77 (2 Wo.)US | Erstveröffentlichung: 11. März 2014 Jennifer Lopez feat. French Montana                                                               |
| 2014 | Big Homie –                                              | — | — | — | — | — | Erstveröffentlichung: 24. März 2014 Puff Daddy feat. Rick Ross & French Montana                                                       |
| 2014 | Can’t Trust Thots –                                      | — | — | — | — | — | Erstveröffentlichung: 30. September 2014 Wash feat. French Montana                                                                    |
| 2014 | Early in the Morning Braveheart                          | — | — | — | — | — | Erstveröffentlichung: 14. Oktober 2014 Ashanti feat. French Montana                                                                   |
| 2015 | They Don’t Love You No More I Changed a Lot              | — | — | — | — | — | Erstveröffentlichung: 7. Januar 2015 DJ Khaled feat. Jay-Z, Rick Ross, Meek Mill & French Montana                                     |
| 2015 | Dope House (Remix) –                                     | — | — | — | — | — | Erstveröffentlichung: 17. März 2015 Chinx feat. French Montana & Jadakiss                                                             |
| 2015 | I’m Up –                                                 | — | — | — | — | — | Erstveröffentlichung: 18. Juni 2015 Omarion feat. Kid Ink & French Montana                                                            |
| 2016 | All the Way Up Plata O Plomo                             | — | — | — | UK— GoldUK | US27 ×3Dreifachplatin · (20 Wo.)US | Erstveröffentlichung: 25. März 2016 Fat Joe & Remy Ma feat. French Montana                                                            |
| 2016 | In My Foreign xXx: Die Rückkehr des Xander Cage (O.S.T.) | — | — | — | — | — | Erstveröffentlichung: 18. November 2016 The Americanos feat. French Montana, Lil Yachty, Nicky Jam & Ty Dolla Sign                    |
| 2017 | You 11:11 Reset                                          | — | — | — | — | — | Erstveröffentlichung: 9. Februar 2017 Keyshia Cole feat. Remy Ma & French Montana                                                     |
| 2017 | Hurtin’ Me –                                             | — | — | — | UK7 ×2Doppelplatin · (27 Wo.)UK | — | Erstveröffentlichung: 16. Juni 2017 Stefflon Don feat. French Montana                                                                 |
| 2017 | Leg Over (Remix) –                                       | — | — | — | — | — | Erstveröffentlichung: 13. September 2017 Major Lazer & Mr Eazi feat. French Montana & Ty Dolla Sign                                   |
| 2017 | No I Love Yous –                                         | — | — | — | — | — | Erstveröffentlichung: 29. September 2017 Era Istrefi feat. French Montana                                                             |
| 2017 | He Like That (Remix) Fifth Harmony                       | — | — | — | — | — | Erstveröffentlichung: 20. Oktober 2017 Fifth Harmony feat. French Montana                                                             |
| 2017 | Boom Boom –                                              | — | — | CH90 (1 Wo.)CH | — | — | Erstveröffentlichung: 27. Oktober 2017 RedOne feat. Daddy Yankee, French Montana & Dinah Jane                                         |
| 2017 | Dirty Sexy Money 7 (UK Bonustracks)                      | DE46 (4 Wo.)DE | AT46 (2 Wo.)AT | CH52 (4 Wo.)CH | UK35 Silber · (12 Wo.)UK | — | Erstveröffentlichung: 2. November 2017 David Guetta & Afrojack feat. Charli XCX & French Montana                                      |
| 2017 | Tip Toe Nu King                                          | DE11 Platin · (28 Wo.)DE | AT25 Platin · (18 Wo.)AT | CH22 (24 Wo.)CH | UK5 Platin · (30 Wo.)UK | US— GoldUS | Erstveröffentlichung: 10. November 2017 Jason Derulo feat. French Montana                                                             |
| 2017 | Row the Body –                                           | — | — | — | — | — | Erstveröffentlichung: 10. November 2017 Taio Cruz feat. French Montana                                                                |
| 2017 | GPS –                                                    | — | — | — | — | US— ×4Vierfachplatin (Latin)US | Erstveröffentlichung: 10. November 2017 Maluma feat. French Montana                                                                   |
| 2017 | No More –                                                | — | — | — | UK77 (1 Wo.)UK | — | Erstveröffentlichung: 1. Dezember 2017 PrettyMuch feat. French Montana                                                                |
| 2018 | Me So Bad Joyride                                        | — | — | — | — | — | Erstveröffentlichung: 30. März 2018 Tinashe feat. Ty Dolla Sign & French Montana                                                      |
| 2018 | Corazón Ceinture noire (Transcendance)                   | — | — | — | — | — | Erstveröffentlichung: 30. März 2018 Gims feat. Lil Wayne & French Montana                                                             |
| 2018 | Zooted –                                                 | — | — | — | — | — | Erstveröffentlichung: 20. Juli 2018 Becky G feat. French Montana & Farruko                                                            |
| 2018 | Creep on Me Gashi                                        | — | — | CH4 Gold · (23 Wo.)CH | — | — | Erstveröffentlichung: 17. August 2018 Gashi feat. French Montana & DJ Snake                                                           |
| 2018 | Just Got Paid Brighter Days                              | — | — | — | UK11 Platin · (19 Wo.)UK | — | Erstveröffentlichung: 7. September 2018 Sigala feat. Ella Eyre, Meghan Trainor & French Montana                                       |
| 2019 | Maghreb Gang Genkidama                                   | DE4 Gold · (8 Wo.)DE | AT7 (7 Wo.)AT | CH6 (7 Wo.)CH | — | — | Erstveröffentlichung: 7. Juni 2019 Farid Bang feat. French Montana & Khaled                                                           |
| 2019 | Who Do You Love? All About Luv                           | — | — | — | — | — | Erstveröffentlichung: 14. Juni 2019 Monsta X feat. French Montana                                                                     |
| 2023 | Another One of Me The Love Album: Off the Grid           | — | — | — | UK98 (1 Wo.)UK | US87 (1 Wo.)US | Erstveröffentlichung: 15. September 2023 Diddy feat. The Weeknd, French Montana & 21 Savage                                           |

## Statistik

### Chartauswertung
|                     | DE    | CH    | UK    | US    |
| ------------------- | ----- | ----- | ----- | ----- |
| Nummer-eins-Alben   | DE—DE | CH—CH | UK—UK | US—US |
| Top-10-Alben        | DE—DE | CH—CH | UK—UK | US2US |
| Alben in den Charts | DE1DE | CH1CH | UK2UK | US8US |

|                       | DE    | AT    | CH     | UK     | US     |
| --------------------- | ----- | ----- | ------ | ------ | ------ |
| Nummer-eins-Singles   | DE—DE | AT—AT | CH—CH  | UK—UK  | US—US  |
| Top-10-Singles        | DE2DE | AT1AT | CH3CH  | UK4UK  | US2US  |
| Singles in den Charts | DE6DE | AT5AT | CH10CH | UK14UK | US18US |

### Auszeichnungen für Musikverkäufe
| Land/RegionAuszeichnungen für Musikverkäufe (Land/Region, Auszeichnungen, Verkäufe, Quellen) | Silber     | Gold       | Platin         | Diamant     | Verkäufe   | Quellen              |
| -------------------------------------------------------------------------------------------- | ---------- | ---------- | -------------- | ----------- | ---------- | -------------------- |
| Australien (ARIA)                                                                            | —          | 2× Gold2   | 17× Platin17   | —           | 1.260.000  | aria.com.au          |
| Belgien (BRMA)                                                                               | —          | —          | Platin1        | —           | 30.000     | ultratop.be          |
| Brasilien (PMB)                                                                              | —          | 2× Gold2   | —              | —           | 50.000     | pro-musicabr.org.br  |
| Dänemark (IFPI)                                                                              | —          | 5× Gold5   | 5× Platin5     | —           | 595.000    | ifpi.dk              |
| Deutschland (BVMI)                                                                           | —          | 2× Gold2   | 4× Platin4     | —           | 2.000.000  | musikindustrie.de    |
| Frankreich (SNEP)                                                                            | —          | 2× Gold2   | 2× Platin2     | 2× Diamant2 | 1.066.665  | snepmusique.com      |
| Griechenland (IFPI)                                                                          | —          | —          | 3× Platin3     | —           | 60.000     | Einzelnachweise      |
| Italien (FIMI)                                                                               | —          | 2× Gold2   | 2× Platin2     | —           | 275.000    | fimi.it              |
| Kanada (MC)                                                                                  | —          | 6× Gold6   | 11× Platin11   | Diamant1    | 1.920.000  | musiccanada.com      |
| Mexiko (AMPROFON)                                                                            | —          | —          | 7× Platin7     | —           | 420.000    | amprofon.com.mx      |
| Neuseeland (RMNZ)                                                                            | —          | 3× Gold3   | 12× Platin12   | —           | 375.000    | radioscope.co.nz NZ2 |
| Niederlande (NVPI)                                                                           | —          | Gold1      | Platin1        | —           | 80.000     | nvpi.nl              |
| Österreich (IFPI)                                                                            | —          | —          | 2× Platin2     | —           | 60.000     | ifpi.at              |
| Peru (UNIMPRO)                                                                               | —          | Gold1      | —              | —           | 3.000      | Einzelnachweise      |
| Polen (ZPAV)                                                                                 | —          | 4× Gold4   | 3× Platin3     | —           | 190.000    | olis.pl              |
| Portugal (AFP)                                                                               | —          | —          | 6× Platin6     | —           | 60.000     | Einzelnachweise      |
| Schweden (IFPI)                                                                              | —          | Gold1      | 5× Platin5     | —           | 220.000    | sverigetopplistan.se |
| Schweiz (IFPI)                                                                               | —          | 2× Gold2   | 4× Platin4     | —           | 100.000    | hitparade.ch         |
| Spanien (Promusicae)                                                                         | —          | Gold1      | 2× Platin2     | —           | 150.000    | elportaldemusica.es  |
| Vereinigte Staaten (RIAA)                                                                    | —          | 8× Gold8   | 24× Platin24   | Diamant1    | 33.300.000 | riaa.com             |
| Vereinigtes Königreich (BPI)                                                                 | 3× Silber3 | Gold1      | 12× Platin12   | —           | 7.800.000  | bpi.co.uk            |
| Insgesamt                                                                                    | 3× Silber3 | 43× Gold43 | 123× Platin123 | 4× Diamant4 |            |                      |